# Mandsaur
Mandsaur či Mandasor (hindsky: मंदसौर) je město v západní části indického státu Madhjapradéš. Je hlavním městem stejnojmenného okresu a v roce 2011 v něm žilo 141 667 obyvatel.

## Poloha
Mandsaur se nachází na řece Shivna v nadmořské výšce přibližně 425 až 435 metrů nad mořem. Vzdálenost od jihovýchodě se nacházejího hlavního města Madhjapradéše, Bhópalu je 320 km; Udaipur v indickém Rádžastánu je vzdálen 180 km severozápadním směrem. Klima je horké a suché, prší téměř výhradně v letní monzunové sezóně.

## Obyvatelstvo
Oficiální statistikypočtu obyvatel existují teprve od roku 1991.
| Rok            | 1991   | 2001    | 2011    |
| Počet obyvatel | 95.907 | 116.505 | 141.667 |

Veměstě hindsky a urdsky mluvící obyvatelstvo se skládá z asi 67,5 procent hinduistů, z 25 procent z muslimů a asi 6,5 procent z džinistů; malé menšiny tvoří křesťané, sikhové, buddhisté a další menšiny. Stejně jako v je v severní Indii obvyklé, mužská část populace je o 5 procent vyšší než ženská.

## Ekonomika
Ve vesnicích v okolí města je zemědělsky orientovaná ekonomika, pěstují se hlavně bavlna, pšenice, čočka, a olejniny; pěstování opiového máku hraje též významnou roli. Město je střediskem řemesel, obchodu a služeb všech druhů.

## Historie
V dřívějších dobách mělo město název Dashapura nebo Dashpur. Přibližně v letech 350 až 550 zde vládla dynastie Aulikaras. Později rozšířili Gurjara-Pratihara své zdepanství a přibližně od 8. století se Mandsaur nacházel na hranici mezi státy Málwa a Mévár. V první fáze iislámských výbojů v severní Indii bylo město ignorováno, a tak mohlo asi 200 km na jih existovat hinduistické království v Mandú. drží Mandsaur. Ve 13. století by město krátce pod vládou Dillíjského sultanátu a bylo v roce v roce 1562 anektované Mughalskou říš, které vládl Akbar Veliký.. V době úpadku Mughalské dynastie v 18. století vládu nad městem převzala dočasně Marátská říše, která ani nebyla poražena armádou, kterou vedl Jai Singh II. V roce 1818 přišla oblast města pod britskou nadvládu.

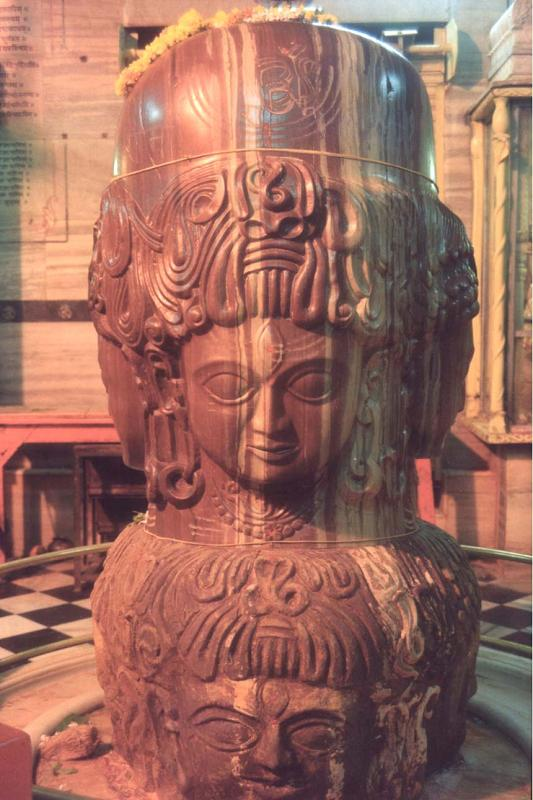
8-tváří Šiva-Lingamu

## Zajímavosti
- V regionu je dobře znám Pašupatský chrám zasvěcený bohovi Šivovi jako "Pánu všeho živého", vna břehu řeky Shivna. Zatímco největší část chrámu pochází z nedávné doby, kultovní objekt v chrámu, přibližně 2 metry vysoký osmihlavý Šiva se datuje do doby od šestého do dvanáctého století.[4]
- Též chrám Nalcha Mata je známý mimo město. Na slavnostech na počest bohyně chrámu se provádí starší obřady, jako chůze přes oheň.[5]

Okolí města

- Přibližně 4 km na sever v obci Sondani je Sloup vítězství s nápisem z roku 528, který oslavuje vítězství krále Yasodharmana nad Hephthality či Hunasy. Vedle sloupu jsou dvě stély s figurálními reliéfy..
- Přibližně 140 km na severovýchod od Mandsauru, přibližně 25 km severně od města Bhanpura se nachází v krajině s hustými lesy ruiny pevnosti Hinglajgarh a prehistorické skalní malby.